# Meiseldorf
Meiseldorf é um município da Áustria localizado no distrito de Horn, no estado de Baixa Áustria.